# تیاگو کوسیتو
تیاگو کوسیتو (انگلیسی: Cocito؛ زادهٔ ۲۴ اوت ۱۹۷۷) بازیکن سابق فوتبال اهل برزیل است. او آخرین بار برای باشگاه ویلا نووا کو بازی کرد.
کوسیتو قبلاً برای گرمیو و اتلتیکو پارانائنزه در سری آ برزیل بازی کرده بود.